# Sun TV Network
Sun TV Network Limited est une société indienne de médias basée à Madras (Chennai), au Tamil Nadu. 
Elle fait partie de Sun Group et est le plus grand réseau de télé en Asie,. 

## Historique
Créée le 13 avril 1993 par Kalanidhi Maran (en), elle possède une variété de chaînes de télévision et de stations de radio en plusieurs langues. Son canal phare est Sun TV, qui était la première chaîne  tamoule entièrement privée en Inde. Sun Group possède la franchise de cricket Sunrisers Hyderabad depuis 2012,.

## Produits et fonctionnement

### Chaînes de télévision
Sun Group dispose de 34 chaînes de télévision en quatre langues indiennes du sud : tamoul, télougou, kannada et malayalam.
| Canaux SD                 | Canaux SD    | Canaux SD     | Canaux SD    | Canaux SD     |
| Catégorie                 | Tamoul       | Télougou      | Kannada      | Malayalam     |
| ------------------------- | ------------ | ------------- | ------------ | ------------- |
| Divertissement            | Sun TV       | Gemini TV     | Udaya TV     | Surya TV      |
| Musique                   | Gemini Music | Udaya Music   | Suraya Music | Surya Musique |
| Film                      | K TV         | Gemini Movies | Udaya Movies | Surya Movies  |
| News                      | Sun News     | Gemini News   | Udaya News   |               |
| Comédie                   | Adithya TV   | Gemini Comedy | Udaya Comedy | Surya Comedy  |
| Enfants                   | Chutti TV    | Kushi TV      | Chintu TV    | Kochu Tv      |
| Classique (Films anciens) | Sun life     | Gemini Life   |              |               |
| Action (Abandonnée)       | Sun Action   | Gemini Action | Suriyan TV   | Surya Action  |

| Canaux HD      | Canaux HD    | Canaux HD       | Canaux HD   | Canaux HD   |
| Catégorie      | Tamoul       | Télougou        | Kannada     | Malayalam   |
| -------------- | ------------ | --------------- | ----------- | ----------- |
| Divertissement | Sun TV HD    | Gemini TV HD    | Udaya TV HD | Surya TV HD |
| Musique        | Sun Music HD | Gemini Music HD |             |             |
| Film           | K TV HD      | Gemini Films HD |             |             |

### Station de radios
Le groupe possède 48 stations de radio FM en Inde, diffusant sous les noms Suryan FM et Red FM.